# Île Santa Barbara (Brésil)
Pour les articles homonymes, voir Île Santa Barbara.
L'île Santa Barbara (en portugais : Ilha Santa Bárbara), est une île corallienne située dans l'océan Atlantique au Brésil dans l'État de Bahia. Elle est la principale île de l'archipel des Abrolhos qui est protégé par son statut de réserve naturelle faisant pas parti du parc national marin des Abrolhos. Il y est interdit de débarquer dans les îles à l'exception unique de l'île Santa Barbara.
La Marine brésilienne maintient en permanence une garnison de six soldats sur l'île qui sont chargés de faire fonctionner et d'entretenir le radiophare des Abrolhos. D'une portée lumineuse de 51 milles nautiques, il a été construit en 1861 et constitue une aide importante à la navigation dans la région.
L'île mesure 1,5 km de long, 300 m de large et culmine à 35 m au-dessus du niveau de la mer.